# 卡巴内斯 (阿韦龙省)
卡巴内斯（法語：Cabanès，法語發音：[kabanɛs]）是法国阿韦龙省的一个市镇，属于罗德兹区。

## 地理
卡巴内斯（44°11'6"N, 2°18'21"E）面积15.78 平方千米，位于法国奧克西塔尼大區阿韦龙省，该省份为法国南部内陆省份，位于法國中央高原南部，北起顺时针与康塔爾省、洛泽尔省、加尔省、埃罗省、塔恩省、塔恩-加龙省和洛特省接壤。
与卡巴内斯接壤的市镇（或旧市镇、城区）包括：卡斯泰尔马里、克雷斯潘、诺塞勒、普拉迪纳、鲁埃格地区索沃泰尔、托里亚克德诺塞勒、泰拉克。

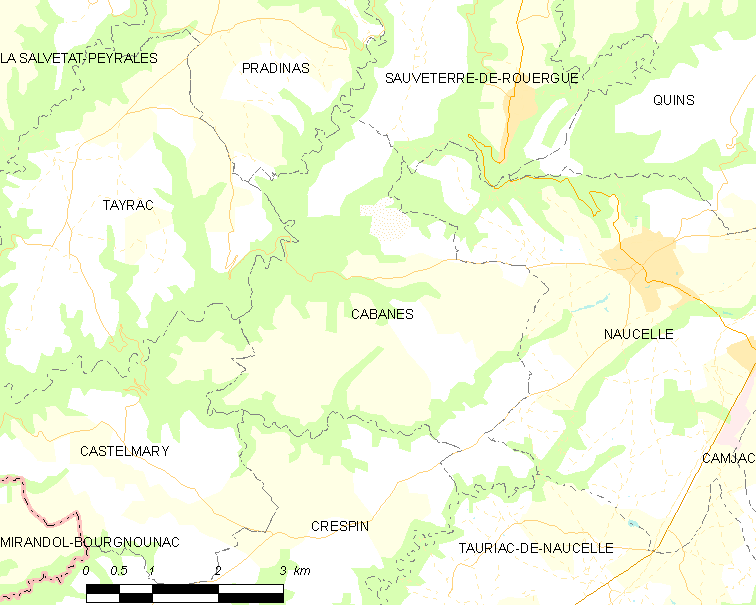
的OSM定位图

卡巴内斯的时区为UTC+01:00、UTC+02:00（夏令时）。

## 行政
卡巴内斯的邮政编码为12800，INSEE市镇编码为12041。

## 政治
卡巴内斯所属的省级选区为塞奥尔-塞加拉县。

## 人口

1962-2008年间人口变化图示

卡巴内斯于2022年1月1日时的人口数量为279人。